# Jiang Jin (Fußballspieler)
Jiang Jin (chinesisch 江津, Pinyin Jiāng Jīn; * 17. Oktober 1968) ist ein ehemaliger chinesischer Fußballspieler und chinesischer Nationalspieler auf der Position des Torhüters.

## Karriere

### Vereinsmannschaften
Jiang begann seine Karriere als Profispieler im Jahr 1987 in der zweiten Liga in China bei Bayi FC. Er spielte dort als Torwart bis zum Ende der Saison im Jahr 1998 und absolvierte mindestens 83 Ligaspiele. Sein erster Vereinswechsel im Jahr 1999 führte ihn zum Ligakonkurrenten Bayi Jinsui, wo er 17 Ligaspiele absolvierte. Im folgenden Jahr 2000 wechselte Jiang zu Tianjin Teda Dingxin und kam bis zum Ende der Spielrunde im Jahr 2002 auf 44 Ligaspiele.
In den Spielrunden im Jahr 2003 und 2004 spielte er für Shanghai International und wurde in 44 Ligaspielen als Torwart eingesetzt. Zur Spielrunde 2005 wechselte er zu Shanghai Jiucheng mit 18 Spieleinsätzen und für die Spielrunde 2006 wurde ein Wechsel zu Shanghai Kangbo durchgeführt, wo Jiang in 23 Spielen im Tor seiner Mannschaft stand. Seine letzte Vereinsstation war im Jahr 2007 bei Shanghai Stars, wo er in weiteren 15 Ligaspielen im Einsatz war.

### Nationalmannschaft
Zudem war Jiang chinesischer Nationalspieler und wurde am 17. Oktober 1997 in der zweiten Runde der Asien-Zone zur Fußball-Weltmeisterschaft 1998 im Qualifikationsspiel gegen die Nationalmannschaft aus dem Iran eingesetzt. Dieses Spiel war sein erster offizieller internationaler Einsatz unter den Bedingungen der FIFA und wurde im Azadi-Stadion ausgetragen. China ging mit einem 1:4 als Verlierer vom Platz.
Sein Nationalmannschaftsdebüt absolvierte er bereits am 27. April 1997 in einem Freundschaftsspiel der chinesischen Nationalmannschaft wiederum gegen die Nationalmannschaft aus dem Iran im ehemaligen Arbeiterstadion in Peking. Das Spiel endete 0:0 und war für Jiang ein Erfolg, da er auf der Position des Torhüters keinen Gegentreffer hinnehmen musste.
Er stand im Aufgebot der chinesischen Nationalmannschaft für die Qualifikation an den Asienspielen 1998 und wurde inklusive der Endrundenspiele insgesamt bei acht Spielen eingesetzt. Am Ende der Asienspiele erreichte er am 19. Dezember 1998 mit einem 3:0-Sieg im Tinsulanon Stadium über die gastgebende thailändische Nationalmannschaft den 3. Platz und gewann die Bronzemedaille.
Ab dem 22. April 2001 war Jiang Teil der chinesischen Nationalmannschaft in der Qualifikation zur Fußball-Weltmeisterschaft 2002 in der Qualifikationsgruppe neun die erfolgreich als Gruppensieger, mit sechs Siegen in sechs Spielen, am 27. Mai 2001 abgeschlossen wurde. In der zweiten Qualifikationsrunde als Teilnehmer der Gruppe B war er mit seiner Mannschaft erfolgreich. Mit dem Erreichen des 1. Platzes in der Gruppe wurde die Teilnahme an der Fußball-Weltmeisterschaft 2002 in Südkorea und Japan erreicht.
Die letzten drei Spiele im Trikot der chinesischen Nationalmannschaft absolvierte er in den Vorrundenspielen der Gruppe C bei der Fußball-Weltmeisterschaft 2002 in denen alle drei Spiele mit einer Niederlage endeten und man schied aus dem Turnier aus. Sein letztes Spiel in der Nationalmannschaft fand am 13. Juni 2002 im Spiel gegen die türkische Nationalmannschaft im Seoul-World-Cup-Stadion in Seoul statt und wurde mit 0:3 verloren.